# Gle Sukon
Gle Sukon är ett berg i Indonesien.   Det ligger i provinsen Aceh, i den västra delen av landet, 1 800 km nordväst om huvudstaden Jakarta. Toppen på Gle Sukon är 460 meter över havet.
Terrängen runt Gle Sukon är huvudsakligen kuperad, men åt sydväst är den bergig.Runt Gle Sukon är det ganska glesbefolkat, med 38 invånare per kvadratkilometer. I omgivningarna runt Gle Sukon växer i huvudsak städsegrön lövskog.